# Альстоніт
Альстоніт (рос. альстонит; англ. alstonite; нім. Alstonit m) — мінерал, карбонат барію і карбонат кальцію острівної будови.

## Загальний опис
Склад: BaCa(CO3)2. Містить (%): BaO — 51,56; CaO — 18,85; CO2 — 29,59. Домішки Sr до 4,3%. Сингонія триклінна і ромбічна. Густина 3,71. Твердість 3-4,5. Кристали у вигляді псевдогексагональних дипірамід. Ізотропний з арагонітом. Колір білий. Блиск скляний. Прозорий. Розповсюджений в низькотемпературних гідротермальних родовищах. Вперше знайдений у свинцевих родовищах біля Альстона (Англія). Асоціює з кальцитом, баритом і вітеритом.